# Теоретическая механика
Теорети́ческая меха́ника (разг. — теормех) — наука об общих законах механического движения и взаимодействия материальных тел, инженерная физико-математическая дисциплина. Будучи, по существу, одним из разделов физики, теоретическая механика, вобрав в себя фундаментальную основу в виде аксиоматики, выделилась в самостоятельную науку и получила широкое развитие благодаря своим обширным и важным приложениям в естествознании и технике, одной из основ которой она является. На основных законах и принципах теоретической механики базируются многие общеинженерные дисциплины, такие, как сопротивление материалов, строительная механика, гидравлика, теория механизмов и машин, детали машин и другие. На основе теорем и принципов теоретической механики решаются многие инженерные задачи и осуществляется проектирование новых машин, конструкций и сооружений.
По Ньютону, «Рациональная механика есть учение о движениях, производимых какими бы то ни было силами, и о силах, требуемых для производства каких бы то ни было движений, точно изложенное и доказанное».
Из предисловия к учебнику А. П. Маркеева «Теоретическая механика»: «Как фундаментальная наука теоретическая механика была и остаётся не только одной из дисциплин, дающей углублённые знания о природе.  Она также служит средством воспитания у будущих специалистов необходимых творческих навыков к построению математических моделей, происходящих в природе и технике процессов, к выработке способностей к научным обобщениям и выводам».

## В физике
В физике под «теоретической механикой» подразумевается часть теоретической физики, изучающая математические методы классической механики, альтернативные прямому применению законов Ньютона (так называемая аналитическая механика). Сюда входят, в частности, методы, основанные на уравнениях Лагранжа, принципе наименьшего действия, уравнении Гамильтона — Якоби и др.
Следует подчеркнуть, что аналитическая механика может быть как нерелятивистской — тогда она пересекается с классической механикой, так и релятивистской. Принципы аналитической механики являются настолько общими, что её релятивизация не приводит к фундаментальным трудностям.

## В технических науках
В технических науках под «теоретической механикой» подразумевается набор физико-математических методов, облегчающих расчёты механизмов, сооружений, летательных аппаратов и т. п. (так называемая прикладная механика или строительная механика). Практически всегда эти методы выводятся из законов классической механики — в основном, из законов Ньютона, хотя в некоторых технических задачах оказываются полезными некоторые из методов аналитической механики.
Теоретическая механика опирается на некоторое число законов, установленных в опытной механике, принимаемых за истины, не требующих доказательств — аксиомы. Эти аксиомы заменяют собой индуктивные истины опытной механики. Теоретическая механика имеет дедуктивный характер. Опираясь на аксиомы как на известный и проверенный практикой и экспериментом фундамент, теоретическая механика возводит своё здание при помощи строгих математических выводов.
Теоретическая механика как часть естествознания, использующая математические методы, имеет дело не с самими реальными материальными объектами, а с их моделями. Такими моделями, изучаемыми в теоретической механике, являются:
- материальные точки и системы материальных точек,
- абсолютно твёрдые тела и системы твёрдых тел,
- деформируемые сплошные среды.

Обычно в теоретической механике выделяют такие разделы, как
- статика,
- кинематика,
- динамика.

В теоретической механике широко применяются методы
- векторного исчисления и дифференциальной геометрии,
- математического анализа,
- дифференциальных уравнений,
- вариационного исчисления.

Теоретическая механика явилась основой для создания многих прикладных направлений, получивших большое развитие. Это — механика жидкости и газа, механика деформируемого твёрдого тела, теория колебаний, динамика и прочность машин, гироскопия, теория управления, теория полёта, навигация и др.

## В российской высшей школе
Первой учебной книгой на русском языке, в которой содержались сведения по механике, была «Арифметика, сиречь наука числительная» Л. Ф. Магницкого (1703 год). К чуть более позднему времени относится начало преподавания механики в российской высшей школе: механику (пока ещё не как отдельный предмет) преподавали в Академическом университете Петербургской Академии наук, обучение в котором началось в январе 1726 года. Ещё в 1722 году был издан первый русский печатный учебник по механике «Наука статическая или механика» Г. Г. Скорнякова-Писарева.
В Московском университете, основанном в 1755 году, механика сначала читалась в качестве раздела обширного и разнородного курса «Прикладная математика», а с 1813 года профессор Ф. И. Чумаков читал уже отдельный курс механики. В 1891 году в Институте гражданских инженеров (СПб) появляется новая дисциплина "теоретическая механика".
Большинство учебников и сборников задач, используемых сейчас в учебном процессе российских вузов, были написаны в советскую эпоху; укажем некоторые из них, не претендуя на полноту.
Учебники по теоретической механике для механико-математических факультетов университетов:
- «Теоретическая механика» Н. Е. Жуковского (1-е изд. — 1901—02 гг.),
- «Основной курс теоретической механики» Н. Н. Бухгольца (1-е изд. — 1932 г.),
- «Курс теоретической механики» Н. А. Кильчевского (1-е изд. — 1972 г.),
- «Теоретическая механика» А. П. Маркеева (1-е изд. — 1990 г.),
- «Теоретическая механика» В. Г. Вильке (1-е изд. — 1991 г.).

Учебники для физических факультетов университетов:
- «Механика» Л. Д. Ландау и Е. М. Лифшица (1-е изд. — 1958 г.),
- «Курс теоретической механики для физиков» И. И. Ольховского (1-е изд. — 1970 г.),
- «Классическая механика» М. А. Айзермана (1-е изд. — 1974 г.),
- «Теоретическая механика» В. В. Петкевича (1-е изд. — 1981 г.),
- «Лекции по теоретической механике» Ю. Г. Павленко (1-е изд. — 1991 г.).

Учебники для технических вузов:
- «Краткий курс теоретической механики»[10] С. М. Тарга (1-е изд. — 1948 г.),
- «Курс теоретической механики» А. А. Яблонского и В. М. Никифоровой (1-е изд. — 1962 г.),
- «Курс теоретической механики» Н. В. Бутенина, Я. Л. Лунца и Д. Р. Меркина (1-е изд. — 1970 г.).

Задачники:
- «Сборник задач по теоретической механике» И. В. Мещерского (1-е изд. — 1911 г.),
- «Сборник задач по теоретической механике» И. Н. Веселовского (1-е изд. — 1955 г.),
- «Сборник заданий для курсовых работ по теоретической механике» под редакцией А. А. Яблонского (1-е изд. — 1968 г.),
- «Решение задач по теоретической механике» Е. Н. Берёзкина (1-е изд. — 1973—74 гг.),
- «Задачи по теоретической механике для физиков» И. И. Ольховского, Ю. Г. Павленко, Л. С. Кузьменкова (1-е изд. — 1977 г.),
- «Сборник задач по теоретической механике» под редакцией К. С. Колесникова (1-е изд. — 1983 г.),
- «Типовые расчёты по теоретической механике на базе ЭВМ» И. В. Новожилова и М. Ф. Зацепина (1986 г.).

За последние годы учебная литература пополнилась.  Учебники для университетов:
- «Основы теоретической механики» Ю. Ф. Голубева (1-е изд. — 1992 г.),
- «Основы теоретической механики» В. Ф. Журавлёва (1-е изд. — 1997 г.),
- «Теоретическая механика» С. В. Болотина, А. В. Карапетяна, Е. И. Кугушева, Д. В. Трещёва (2010 г.).

Учебники для технических вузов:
- «Курс теоретической механики» коллектива авторов под редакцией К. С. Колесникова (1-е изд. — 2000 г.).

Задачники:
- «Решебник. Теоретическая механика» М. Н. Кирсанова (1-е изд. — 2002 г.),
- «Задачи по теоретической механике с решениями в Maple 11» этого же автора (2010 г.).

Ныне теоретическая механика является одной из фундаментальных дисциплин, изучаемых на механико-математических факультетах университетов, а также в большинстве технических вузов страны.  По этой дисциплине проводятся ежегодные Всероссийские, национальные и региональные студенческие олимпиады, а также Международная олимпиада.
Координирует научную и методическую деятельность кафедр теоретической механики вузов России Научно-методический совет по теоретической механике при Министерстве образования и науки РФ.  Совет был создан в 1964 г. по инициативе академика А. Ю. Ишлинского (1913—2003), который в 1965 г. занял пост председателя этого совета и возглавлял его в течение многих лет. В 1991 г. председателем совета по рекомендации Ишлинского стал профессор Ю. Г. Мартыненко (1945—2012), а сам Ишлинский в последние годы своей жизни был почётным председателем совета. С 2012 года председателем совета является профессор В. А. Самсонов.  Совет регулярно проводит совещания-семинары заведующих кафедрами, студенческие олимпиады, издаёт Сборник научно-методических статей по теоретической механике.

### Учебники по теоретической механике

#### а) для студентов-механиков
- Жуковский Н. Е.  Теоретическая механика. 2-е изд. — М.—Л.: ГИТТЛ, 1952. — 812 с.
- Берёзкин Е. Н. Лекции по теоретической механике. М.: Изд-во МГУ.
  - Ч. 1. М., 1967. 314 с.
  - Ч. 2. М., 1968. 314 с.
- Берёзкин Е. Н. Курс теоретической механики. М.: Изд-во Московского ун-та. 1974. 645 с. (изд. второе, перер. и доп.)
- Бухгольц Н. Н.  Основной курс теоретической механики. Ч. 1. 10-е изд. — СПб.: Лань, 2009. — 480 с. — ISBN 978-5-8114-0926-6.
- Бухгольц Н. Н.  Основной курс теоретической механики. Ч. 2. 7-е изд. — СПб.: Лань, 2009. — 336 с. — ISBN 978-5-8114-0926-6.
- Кильчевский Н. А.  Курс теоретической механики. Т. I (кинематика, статика, динамика точки). 2-е изд. — М.: Наука, 1977. — 480 с.
- Кильчевский Н. А.  Курс теоретической механики. Т. II (динамика системы, аналитическая механика, элементы теории потенциала, механика сплошной среды, специальной и общей теории относительности). — М.: Наука, 1977. — 544 с.
- Маркеев А. П.  Теоретическая механика: Учебник для университетов. 3-е изд. — М.; Ижевск: РХД, 2007. — 592 с. — ISBN 978-5-93972-604-7.
- Вильке В. Г.  Теоретическая механика. 3-е изд. — СПб.: Лань, 2003. — 304 с. — ISBN 5-8114-0520-0.
- Голубев Ю. Ф.  Основы теоретической механики. 2-е изд. — М.: Изд-во МГУ, 2000. — 720 с. — ISBN 5-211-04244-1.
- Журавлёв В. Ф.  Основы теоретической механики: Учебник. 3-е изд. — М.: Физматлит, 2008. — 304 с. — ISBN 978-5-9221-0907-9.
- Болотин С. В., Карапетян А. В., Кугушев Е. И., Трещёв Д. В.  Теоретическая механика: Учебник. — М.: Академия, 2010. — 432 с. — ISBN 978-5-7695-5946-4.
- Четаев Н. Г. Теоретическая механика. М.: Наука, 1987. 368 с.

#### б) для студентов-физиков
- Ландау Л. Д., Лифшиц Е. М.  Механика. 5-е изд. — М.: Физматлит, 2012. — 224 с. — («Теоретическая физика», т. I). — ISBN 978-5-9221-0819-5.
- Ольховский И. И.  Курс теоретической механики для физиков. 4-е изд. — СПб.: Лань, 2009. — 576 с. — ISBN 978-5-8114-0857-3.
- Айзерман М. А.  Классическая механика. 3-е изд. — М.: Физматлит, 2005. — 380 с. — ISBN 5-94052-095-2.
- Петкевич В. В.  Теоретическая механика. — М.: Наука, 1981. — 496 с.
- Павленко Ю. Г.  Лекции по теоретической механике. — М.: Физматлит, 2002. — 392 с. — ISBN 5-9221-0241-9.
- Ханукаев Ю. И. Введение в теоретическую механику М.: МФТИ, 2017. 240 с. ISBN 978-5-7417-0636-7.
- Ханукаев Ю. И. Теоретическая механика. Лекции // МФТИ
- Лекции по теоретической механике. Устойчивость, колебания, гамильтонова механика / Г. Н. Яковенко. — М. : МФТИ, 1998. — 165 с. : ил.; 20 см; ISBN 5-7417-0097-7

#### в) для студентов технических специальностей
- Тарг С. М.  Краткий курс теоретической механики: Учебник для вузов. 18-е изд. — М.: Высшая школа, 2010. — 416 с. — ISBN 978-5-06-006193-2.
- Яблонский А. А., Никифорова В. М.  Курс теоретической механики. 16-е изд. — М.: КноРус, 2011. — 608 с. — ISBN 978-5-406-01977-1.
- Бутенин Н. В., Лунц Я. Л., Меркин Д. Р.  Курс теоретической механики: Учебник. 11-е изд. — СПб.: Лань, 2009. — 736 с. — ISBN 978-5-8114-0052-2.
- Дронг В. И., Дубинин В. В., Ильин М. М. и др.  Курс теоретической механики: Учебник для вузов / Под ред. К. С. Колесникова. 4-е изд. — М.: Изд-во МГТУ им. Н. Э. Баумана, 2011. — 758 с. — ISBN 978-5-7038-3490-9.

### Задачники по теоретической механике
- Мещерский И. В.  Сборник задач по теоретической механике: Учебное пособие. 51-е изд. — СПб.: Лань, 2012. — 448 с. — ISBN 978-5-8114-0019-1.
- Веселовский И. Н.  Сборник задач по теоретической механике. — М.: ГИТТЛ, 1955. — 500 с.
- Сборник заданий для курсовых работ по теоретической механике: Учебное пособие / Под ред. А. А. Яблонского. 18-е изд. — М.: КноРус, 2011. — 386 с. — ISBN 978-5-8114-0758-3.
- Берёзкин Е. Н.  Решение задач по теоретической механике. Ч. 1. — М.: Изд-во МГУ, 1973. — 89 с.
- Берёзкин Е. Н.  Решение задач по теоретической механике. Ч. 2. — М.: Изд-во МГУ, 1974. — 135 с.
- Ольховский И. И., Ю. Г. Павленко, Кузьменков Л. С.  Задачи по теоретической механике для физиков. 2-е изд. — СПб.: Лань, 2008. — 400 с. — ISBN 978-5-8114-0764-4..
- Колесников К. С., Блюмин Г. Д., Дронг В. И. и др.  Сборник задач по теоретической механике: Учебное пособие / Под ред. К. С. Колесникова. 4-е изд. — СПб.: Лань, 2008. — 448 с. — ISBN 978-5-8114-0758-3..
- Новожилов И. В., Зацепин М. Ф.  Типовые расчёты по теоретической механике на базе ЭВМ: Учебное пособие. — М.: Высшая школа, 1986. — 136 с.
- Кирсанов М. Н.  Решебник. Теоретическая механика. 2-е изд. — М.: Физматлит, 2008. — 384 с. — ISBN 978-5-9221-0748-8.
- Кирсанов М. Н.  Задачи по теоретической механике с решениями в Maple 11. — М.: Физматлит, 2010. — 264 с. — ISBN 978-5-9221-1153-9.
- Коткин Г. Л., Сербо В. Г.  Сборник задач по классической механике. 3-е изд. — Ижевск: Регулярная и хаотическая динамика, 2001. — 352 с.
- Павленко Ю. Г.  Задачи по теоретической механике. 2-е изд. — М.: Физматлит, 2003. — 536 с.

### Книги по истории механики
- Веселовский И. Н.  Очерки по истории теоретической механики. — М.: Высшая школа, 1974. — 287 с.
- История механики в России / Под ред. А. Н. Боголюбова, И. З. Штокало. — Киев: Наукова думка, 1987. — 392 с.
- Космодемьянский А. А.  Очерки по истории механики. — М.: Книжный дом ЛИБРОКОМ, 2013. — 296 с. — ISBN 978-5-397-03907-9.
- Моисеев Н. Д.  Очерки истории развития механики. — М.: Изд-во Моск. ун-та, 1961. — 478 с.
- Рожанская М. М.  Механика на средневековом Востоке. — М.: Наука, 1976. — 324 с.
- Тюлина И. А.  История и методология механики. — М.: Изд-во Моск. ун-та, 1979. — 282 с.
- Механика в Московском университете / под ред. И.А. Тюлиной, Н.С. Смирнова. М.: Айрис-Пресс, 2005. ISBN 5-8112-1474-X.